# Eromanga-Becken
Koordinaten: 25° 15′ 52,4″ S, 136° 42′ 49,9″ O
Das Eromanga-Becken (engl.: Eromanga Basin) ist ein großes Sedimentbecken in Australien. Ein Teil dieses Beckens liegt im südöstlichen Northern Territory und erstreckt sich bis in den Norden von South Australia.
Die bis zu 4 km mächtigen Gesteinsschichten entstanden vom Karbon bis Perm. Das Becken überlagert teilweise das Pedirka-Becken. Im Eromanga-Becken befindet sich Sedimente und Sedimentgesteine wie Sandstein, Tonstein und Schluffstein, ferner Vorkommen von Kohle und Old-Red-Sandstein.
Moderate Lagerstätten von Erdöl wurden im Northern Territory gefunden; die Lagerstättensuche wird fortgesetzt und es gibt ein bislang nicht untersuchtes bekanntes Uranvorkommen.